# Loretta Sanchez

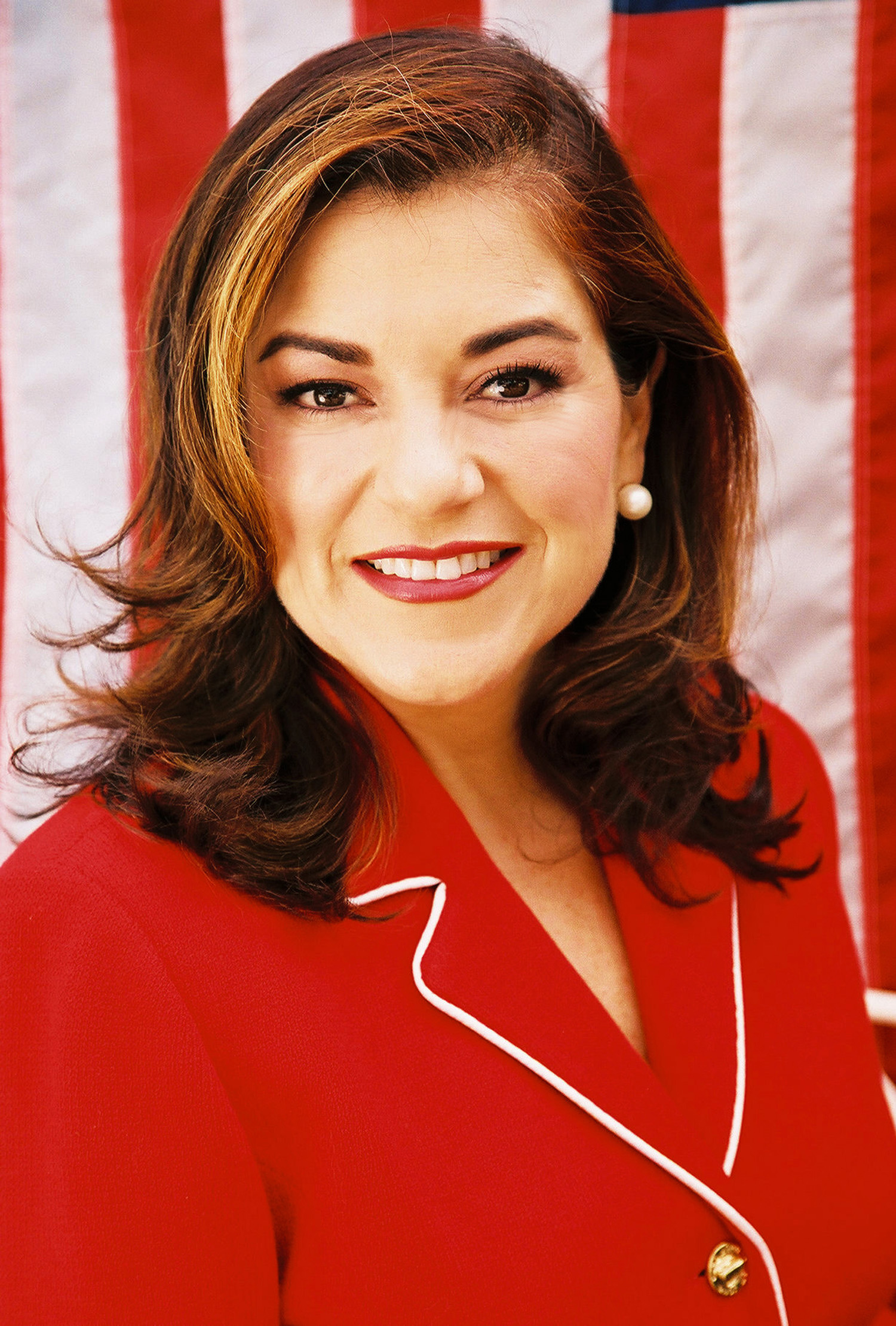
Loretta Sanchez

Loretta Lydia Sanchez (* 7. Januar 1960 in Lynwood, Kalifornien) ist eine US-amerikanische Politikerin der Demokratischen Partei. Zwischen 1996 und 2017 war sie Kongressabgeordnete für Kalifornien. Im Jahr 2016 kandidierte sie erfolglos für den US-Senat.

## Werdegang
Loretta Sanchez ist die ältere Schwester der Kongressabgeordneten Linda Sánchez. Ihre Familie stammt aus Mexiko. Insgesamt hat sie sechs Geschwister. Sanchez besuchte die Katella High School in Anaheim und studierte danach bis 1982 an der Chapman University in Orange. Daran schloss sich bis 1984 ein Studium an der American University in der Bundeshauptstadt Washington, D.C. an. Von 1984 bis 1996 arbeitete sie als Finanzanalytikerin. Politisch war sie zunächst Mitglied der Republikanischen Partei. 1992 kandidierte sie erfolglos für den Gemeinderat von Anaheim. Im Jahr 1996 wechselte sie zu den Demokraten.
Bei den Kongresswahlen des Jahres 1996 wurde Sanchez im 46. Wahlbezirk von Kalifornien in das US-Repräsentantenhaus in Washington gewählt, wo sie am 3. Januar 1997 die Nachfolge von Bob Dornan antrat. Nach neun Wiederwahlen konnte sie ihr Mandat im Kongress bis zum 3. Januar 2017 ausüben. Dort saß sie im Streitkräfteausschuss, im Ausschuss für Innere Sicherheit und im Gemeinsamen Wirtschaftsausschuss. Außerdem war sie Mitglied des International Conservation Caucus und des Congressional Hispanic Caucus. In ihre Zeit als Kongressabgeordnete fielen die Terroranschläge am 11. September 2001, der Irakkrieg und der Militäreinsatz in Afghanistan. Schwerpunkte ihrer politischen Arbeit waren die Bildung, die Verbrechensbekämpfung, die wirtschaftliche Weiterentwicklung und der Schutz älterer Bürger. Loretta Sanchez stimmte im Jahr 2002 gegen den Irakkrieg. Nachdem sie zwischen 2003 und 2013 den 47. Wahlbezirk ihres Staates im Kongress vertreten hatte, kehrte sie nach einer erneuten Wiederwahl im Jahr 2013 in den 46. Wahlbezirk zurück.
Sanchez kündigte an, sich bei den Wahlen 2016 für die Nachfolge ihrer Parteikollegin Barbara Boxer um ein Mandat im US-Senat zu bewerben. Bei den Vorwahlen am 7. Juni 2016 erreichte sie den zweiten Platz nach Kamala Harris (40 Prozent) und qualifizierte sich damit für die Hauptwahl im November. Seit 2012 wendet Kalifornien mit Ausnahme des Präsidenten für sämtliche Wahlämter keine Vorwahlen nach Partei mehr an: Im Rahmen einer einzigen Vorwahl wird über alle Kandidaten abgestimmt, unabhängig von deren Parteizugehörigkeit (so genannte non-partisan blanket primary). Bei der eigentlichen Wahl treten dann die beiden erfolgreichsten Kandidaten der Vorwahl gegeneinander an, während die übrigen Bewerber ausgeschieden sind. Da Sanchez mit rund 16 Prozent den zweiten Rang belegte und damit alle kandidierenden Republikaner hinter sich ließ, trafen bei der eigentlichen Senatswahl mit Harris und Sanchez erstmals zwei Demokratinnen aufeinander. Die Wahl gewann Harris mit 62,6 % der Stimmen deutlich. Anders als Harris konnte Sanchez im Wahlkampf auf wenig Unterstützung von demokratischen Parteigrößen zählen; so sprachen sich neben US-Präsident Barack Obama und Vizepräsident Joe Biden auch der in Kalifornien populäre Gouverneur Jerry Brown sowie dessen Stellvertreter Gavin Newsom zu Gunsten von Harris aus. Auch die scheidende Senatorin Barbara Boxer warb für Harris als Nachfolgerin. Im Juli 2016 sorgte Sanchez für eine öffentliche Kontroverse, als sie Präsident Obama vorwarf, dieser würde Harris nur wegen ihrer afroamerikanischen Identität unterstützen. Da Sanchez zugunsten der Senatskandidatur nicht mehr für das Repräsentantenhaus kandidiert hatte, musste sie am 3. Januar 2017 aus dem Kongress ausscheiden.
Zusammen mit ihrer Schwester Linda bildete sie das bisher einzige weibliche Geschwisterpaar, das gleichzeitig dem Kongress angehört.